# Nyen
Nyen (švedsko Nyen, finsko Nevanlinna, nemško Nyenschantz, rusko Kanci) je nekdanje mesto ob izlivu Ohte v Nevo v današnjem Sankt Peterburgu. Ustanovljeno je bilo leta 1632 z odločbo švedskega kralja Gustava II. Adolfa kot poskus izgradnje mreže mest na ključnih mestih v Ingriji in Kareliji. Nyen je bil zgrajen okoli trdnjave Nyenschantz, ki so jo zgradili Švedi leta 1611.
Mesto je hitro postalo pomembna tranzitna točka med Rusijo in Švedsko in trgovsko pristanišče za zahodne države, vključno z Nizozemsko. Nyen je kmalu postal upravno središče celotne Ingrije. Leta 1656 je bil v ruskem napadu močno poškodovan. Po tem dogodku je njegov pomen upadel in uprava regije je bila premeščena v Narvo.
Mesto je doživelo svoj konec leta 1703 med obleganjem vojske Petra Velikega. 14. maja se je mesto predalo. Car Peter Veliki je na njegovem mestu zgradil Petropavlovsko trdnjavo in mesto Sankt Peterburg.